# JaTB-1

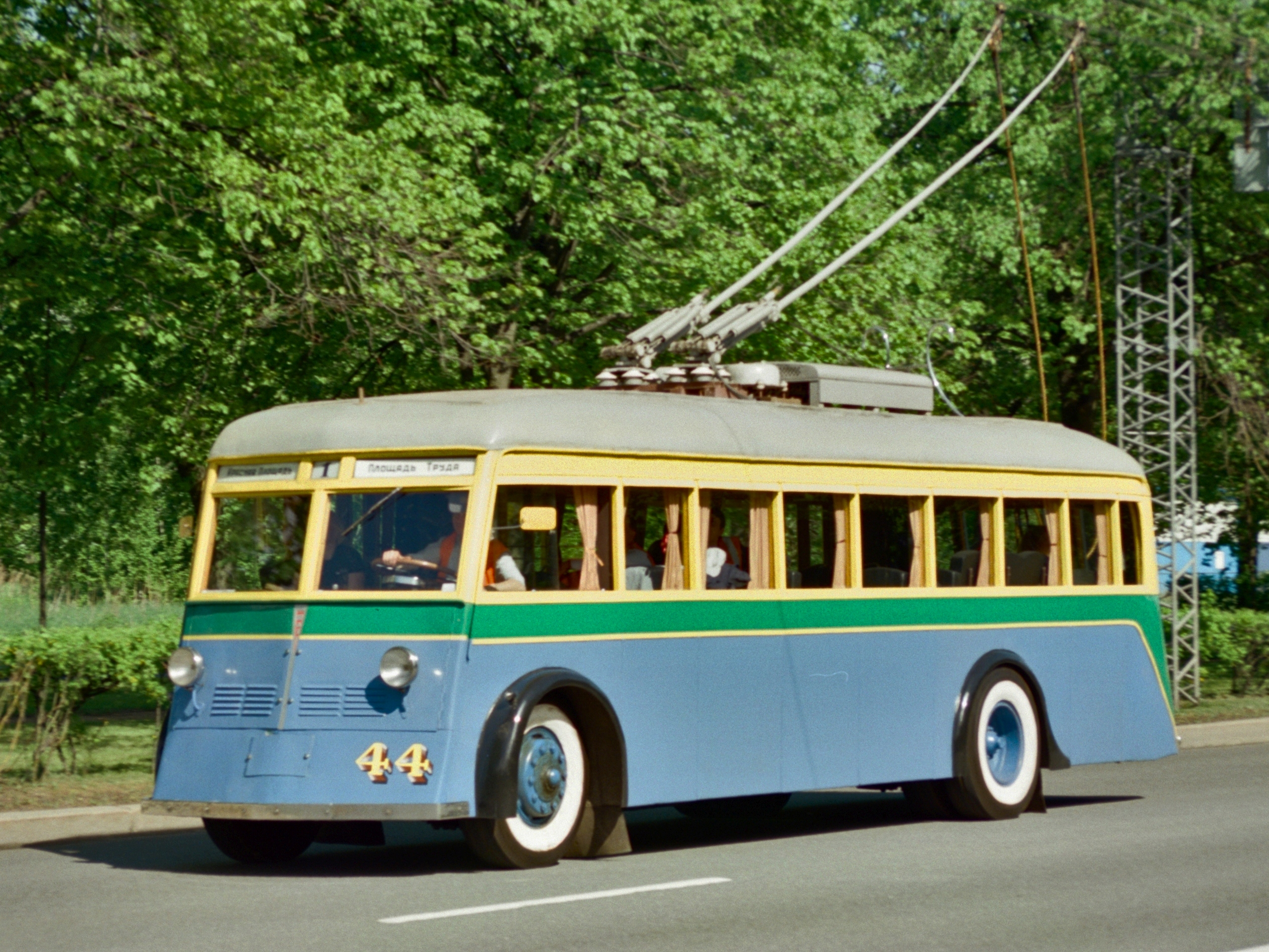
JaTB-1 poslední dochovaný exemplář v ulicích Petrohradu

JaTB-1 (rusky ЯТБ-1) byl sovětský vysokopodlažní trolejbus pro městskou hromadnou dopravu, vyráběný Jaroslavským automobilovým závodem v letech 1936 až 1937. Zkratka JaTB-1 znamená Jaroslavský trolejbus, první model.

## Okolnosti vzniku
První sovětské trolejbusy označené LK-1 byly montovány v malých počtech v Moskvě z komponent dodávaných několika podniky. Elektrickou výzbroj dodával moskevský podnik Dinamo, karoserie továrna ZiS (rusky Завод имени Сталина) dnešní AMO ZiL a podvozky pro prvních deset trolejbusů LK-1 vyrobili v Jaroslavském státním automobilovém závodě (JaGAZ). Na rok 1936 bylo plánováno prodloužit v Moskvě délku trolejbusových tratí na 52 km a pro nové tratě mělo být vyrobeno až 250 nových trolejbusů. Z toho vyplynulo, že bude vhodné soustředit výrobu trolejbusů do specializovaného závodu.

## Výroba

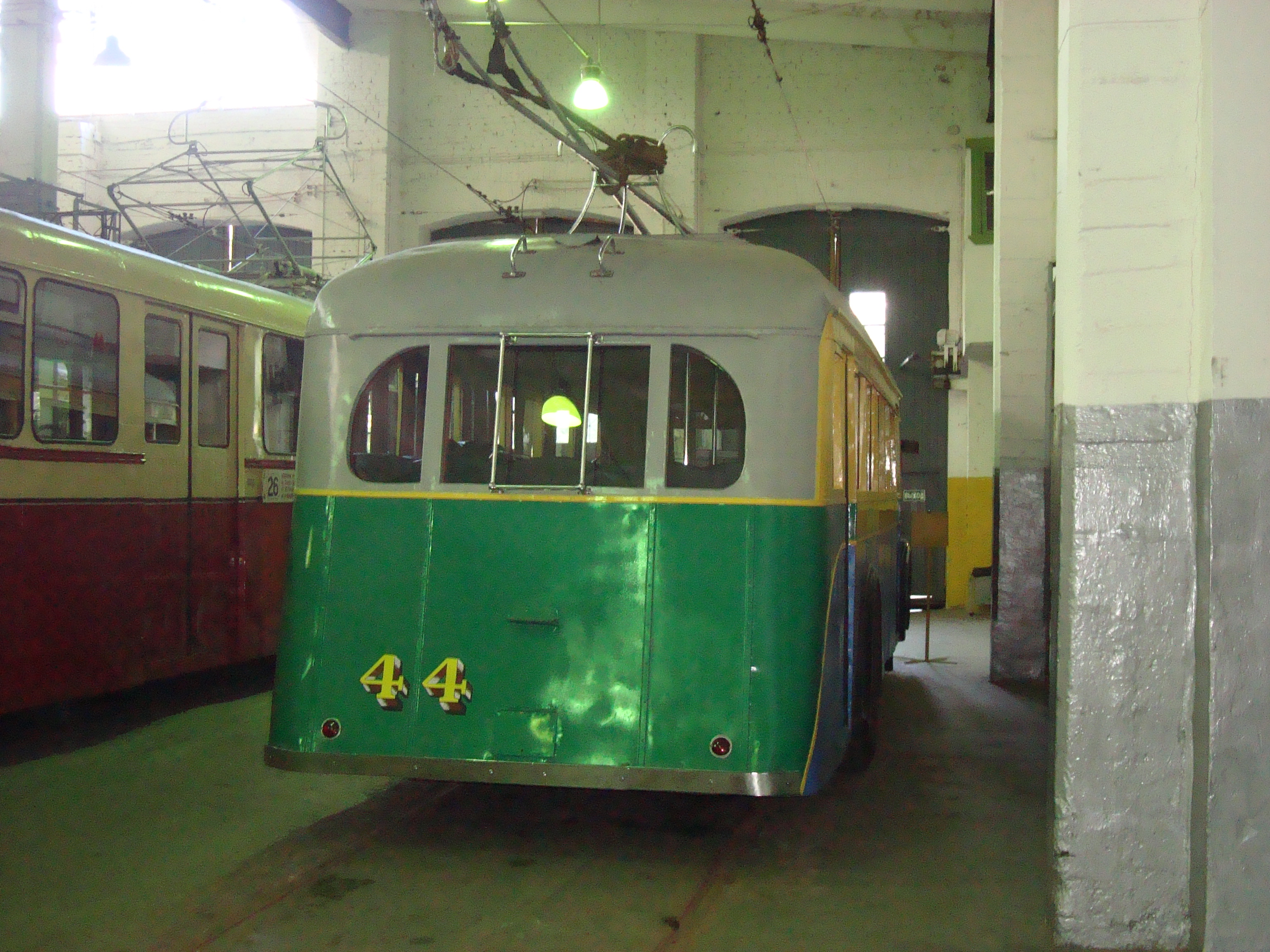
Pohled zezadu

Vzorem pro JaTB-1 se staly britské trolejbusy, jejichž dva kusy zajistil hlavní konstruktér jaroslavského závodu V. V. Osepčugov během služební cesty po Velké Británii v říjnu a listopadu 1935.
Projektování prvního trolejbusu vlastní konstrukce začalo na podzim 1935, kdy v jaroslavském závodě vznikla konstrukční kancelář. Současně s přípravou sériové výroby se zde začalo se stavbou prvních dvou trolejbusů ve skutečné velikosti. Bylo rozhodnuto zahájit výrobu trolejbusů v podniku, který se zatím specializoval na výrobu nákladních automobilů a autobusů. V březnu 1936 dostal podnik za úkol začít výrobu trolejbusů a ještě v roce 1936 vyrobit 250 kusů.
Rozhodnutí o výrobě trolejbusů bylo přijato v okamžiku, kdy výrobní kapacity podniku už byly rozděleny. Pro novou produkci tak byly využity i náhradní prostory. Čalounické oddělení bylo umístěno v šatnách, klempířskou dílnu ve slévárně, kompresory pro vzduchotlaké brzdy kompletovali v rudém koutku nástrojárny, karoserie montovali na dvoře závodu, pod plachtou. V krátké době byla zorganizována zvláštní konstrukční kancelář. Současně byly založeny provozy pro výrobu ostatních komponent: pro výrobu brzdového systému, elektrického vybavení, kol, pneumatik, pryžových dílů a dalších. Souběžně s projekcí se vyráběly karoserie dvou prototypů, zdvojená sedadla pro cestující a sedačka pro řidiče s regulací výšky a posunem vpřed. Projektováním vybavení budoucího trolejbusu se zabývali také specialisté NATI a elektrotechnického závodu Dinamo. Významnou roli v přípravě trolejbusu sehrála také konstrukční kancelář továrny ZiS.
Nový stroj byl označen JaTB-1 – Jaroslavský trolejbus, první model. Sériová výroba začala bez dokončení funkčního prototypu, bez provedení zkoušek. Pomohli subdodavatelé – moskevský ZiS, dodavatel zadní nápravy se šnekovou hlavní převodovkou a moskevský závod Dinamo, dodavatel elektrické výzbroje. Pro výrobu karoserií (jejich výroba se ukázala jako nejsložitější, spolkla 78 % pracnosti celého vozidla) byl třeba zvláštní cech s obrovským skladem pro sušení dřeva, úplně chyběla dřevoobráběcí dílna. Vedení jaroslavského závodu dojednalo sušení dřeva v Kalininské vagónce a v Moskvě na závodě Rudzutaka. Dřevěné díly vyráběl Sokolnický opravárenský závod (SVARZ, Sokolničeskij vagonno-remontnyj zavod) i celá řada podniků v Jaroslavli.
V souvislosti s tím, že technické vybavení ani zavedená technologie pro výrobu trolejbusů v Sovětském svazu neexistovaly, těžkosti při zavádění výroby trolejbusů se projevovaly ve všech oblastech. Ukazovala se nepřipravenost podniku k výrobě nového výrobku. Potřebná sušárna tvrdého dřeva nebyla v závodě k dispozici, proto výroba koster sedadel, střechy, podlahy a dalších dílů byla nařízena podniku „Pařížská komuna“. Dřevo na výrobu trolejbusů putovalo do Kalininu (nyní Tver), odkud ho po vysušení posílali do moskevského závodu SVARZ a následně do Jaroslavli.
Dřevěnou kostru karoserie zvenčí pokrývali ocelovým plechem, zevnitř překližkou. Hmotnost karoserie se ukázala nadměrnou – přibližně 3 tuny. Proto bylo nutné připravit masivní rám, snýtovaný z válcovaných profilů s velkou rezervou pevnosti, rám z lisovaných úhelníků nepřicházel v úvahu. Celková hmotnost trolejbusu se pohybovala kolem 9 500 kg. Pro odlehčení vozu byla například obětována přepážka mezi pracovištěm řidiče a salónem vozidla.
Teprve 25. července 1936 se podařilo dokončit první trolejbus. Zavedení sériové produkce JaTB-1 se prodlužovalo od července 1936 do listopadu 1937. Celkem bylo za rok 1936 vyrobeno 119 kusů namísto plánovaných 250. V lednu 1937 pokračovala produkce JaTB-1 a začala příprava výroby odlehčené varianty JaTB-2, kterou byla plánována do výroby od dvoustého kusu. První kus JaTB-2 vyrobili v listopadu 1937 a v prosinci ještě 30 dalších. V JaGAZ vyrobili celkem 450 exemplářů JaTB-1. Celkově bylo v letech 1936 až 1941 vyrobeno v Jaroslavském automobilovém závodě 922 strojů všech modifikací (mimo JaTB-3): JaTB-1, JaTB-2, JaTB-4, JaTB-4a, JaTB-5, které do druhé světové války jezdily celkem v 11 městech. Začátkem výroby trolejbusů v roce 1936 založil Jaroslavský automobilový závod novou tradici. Ještě po válce, při konstrukci nových generací sovětských trolejbusů, se konstruktéři inspirovali konstrukcemi, vyvíjenými původně v Jaroslavli.

## Provoz ve městech SSSR
První trolejbus JaTB-1 začal jezdit v Moskvě 5. srpna 1936. Deník Pravda o něm otiskl nadšený článek. Moskva skutečně byla hlavním odběratelem trolejbusů JaTB, ale kromě hlavního města Sovětského svazu šly ještě v roce 1936 dodávky trolejbusů do Leningradu, kde 21. října 1936 začal fungovat trolejbusový provoz. Pro tuto příležitost v JaGAZu vyrobili čtyři trolejbusy, které měly za úkol otevřít první trolejbusovou linku ve městě na Něvě. Ve stejném roce byla vyrobena a dodána také dodávka trolejbusů do Kyjeva. Skutečné zeměpisné rozšíření dodávek přišlo v následujícím roce 1937, kdy 15 trolejbusů bylo dodáno do Rostova na Donu a několik také do Tbilisi. Výroba trolejbusů v JaGAZu byla přerušena na podzim 1941. V tom okamžiku bylo v Moskvě více než 540 trolejbusů, v Leningradě 133, v Tbilisi 50, v Kyjevě 36, v Charkově 27, v Baku 15, v Doněcku 12 a v Rostově na Donu 28. Bez ohledu na přerušení výroby ještě dlouho po válce byly JaTB-1 běžně k vidění v mnoha sovětských městech.
V listopadu 1941 bylo z Moskvy evakuováno 105 trolejbusů, které byly na plošinových vagónech dopraveny do Kujbyševa (Samara). Odtud byla část trolejbusů přidělena do Čeljabinska a Sverdlovska (Jekatěrinburg), kde byly v letech 1942 a 1943 otevřeny trolejbusové provozy. Padesát ze 105 evakuovaných trolejbusů bylo v roce 1943 vráceno do Moskvy. Ostatní byly odeslány do Novosibirska, kde stály bez užitku na nádraží a následně byly vráceny do Moskvy. Část vrácených trolejbusů byla rekonstruována a deset vozů bylo po generální opravě v Tušinském leteckém závodě odesláno v roce 1947 do Gorkého (Nižnij Novgorod), kde od toho roku fungoval trolejbusový provoz.
Šest trolejbusů modelu JaTB-1 bylo dopraveno z Leningradu do Kirova 25. dubna 1943. Zůstala jim ještě leningradská evidenční čísla. Do spuštění první linky a dostavby trolejbusové vozovny zůstaly trolejbusy na odstavné ploše požární stanice č. 1, kde byly provedeny jednodušší opravy.
Po válce a obnovení městského života zbylé trolejbusy řady JaTB v Moskvě, Leningradě, Charkově a Kyjevě prodělaly generální opravu včetně zásadní modernizace karoserie. Byly vybaveny novými pohodlnými sedadly, spouštěním oken a dřevěnou střechu pokrytou umělou kůží nahradila kovová. Byla zdokonalena brzdová soustava a elektrická výzbroj. V Moskvě v letech 1944 až 1947 jaroslavské trolejbusy zpočátku opravovali v Tušinském leteckém závodě a následně v MTRZ, kde je přeznačili na JaTB-1M. Později je tam přestavovali na model MTB-10. Tento modernizovaný trolejbus se zvnějšku podobal tušinskému MTB-82, ale podvozek byl použit ze starých jaroslavských trolejbusů. V Leningradě trolejbusy opravovali na závodě VaRZ, kde je upravovali po svém. Nejméně obvyklou modernizaci podstoupily trolejbusy JaTB-1 v Charkově. Do karosérií vsazovali okna z MTB-82, přemisťovali trakční motor. V takové podobě jezdily ulicemi Charkova do poloviny padesátých let a později ještě fungovaly jako pomocná vozidla. V Moskvě trolejbusy JaTB jezdily do roku 1953.
Část trolejbusů byla přestavěna na nákladní. Na podzim 1941 v Moskvě u ojetých trolejbusů JaTB demontovali sedadla a dveře, aby bylo možné vozit palivové dřevo a potraviny. Pro rozvoz rozměrnějších nákladů montovali na místo salónu pro cestující valníkovou karoserii. Pro přestavbu na nákladní se nejlépe hodily původní JaTB-1, protože podvozek měl dostatečnou nosnost. Aby mohl nákladní trolejbus odjet do větší vzdálenosti od trolejí, používali zvláštní pomůcku, vysokonapěťový kabel, který spojoval sběrače trolejbusu s trolejovou sítí.
Krátká životnost karoserie (méně než deset let) nedovolila využívat tyto vozy déle a na konci čtyřicátých let byly odstaveny. Přesto v některých městech SSSR tyto vozy jezdily až do začátku šedesátých let, tedy skoro dvacet let.

## Popis konstrukce

### Podvozek a karoserie

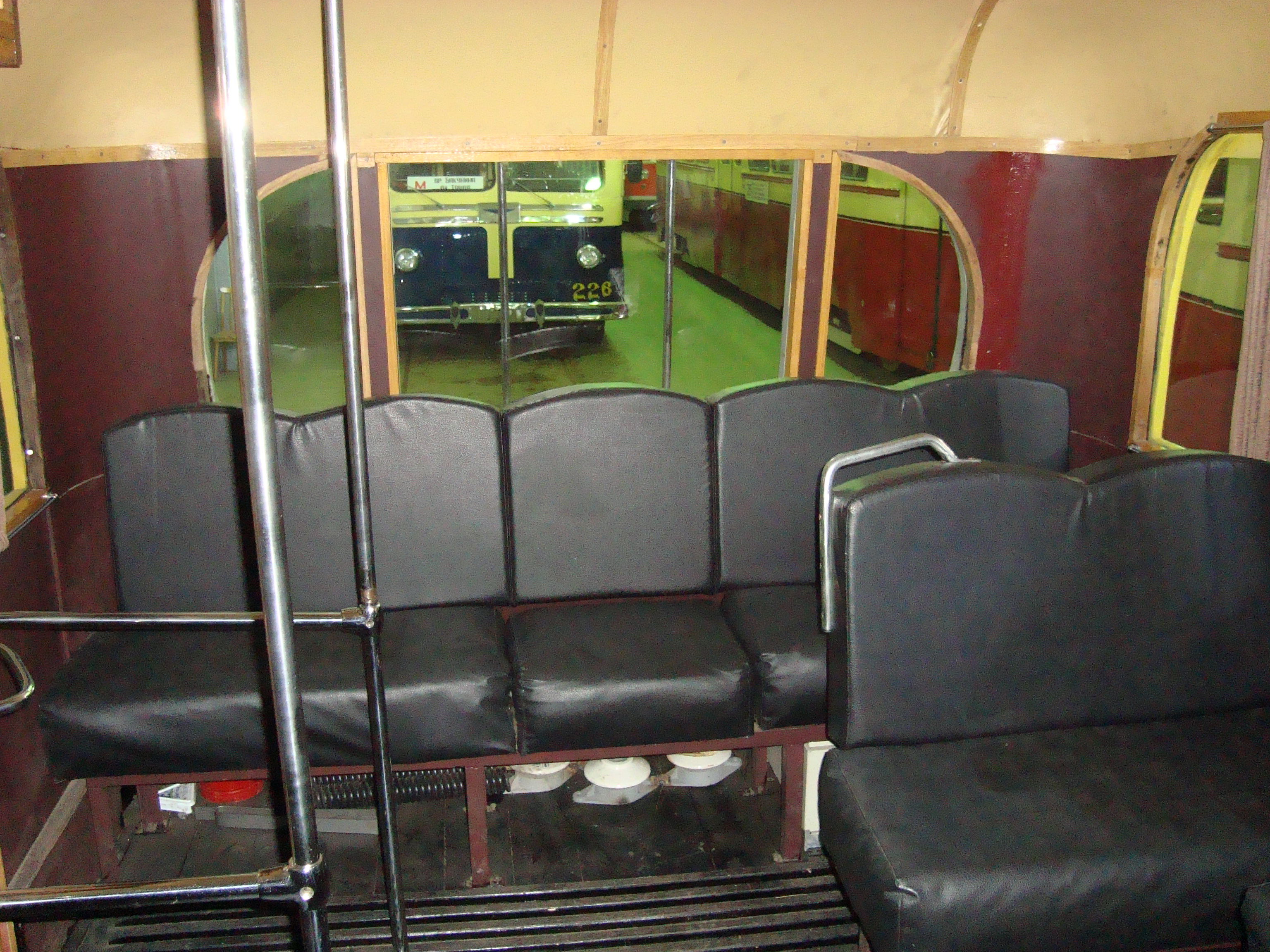
Salón pro cestující

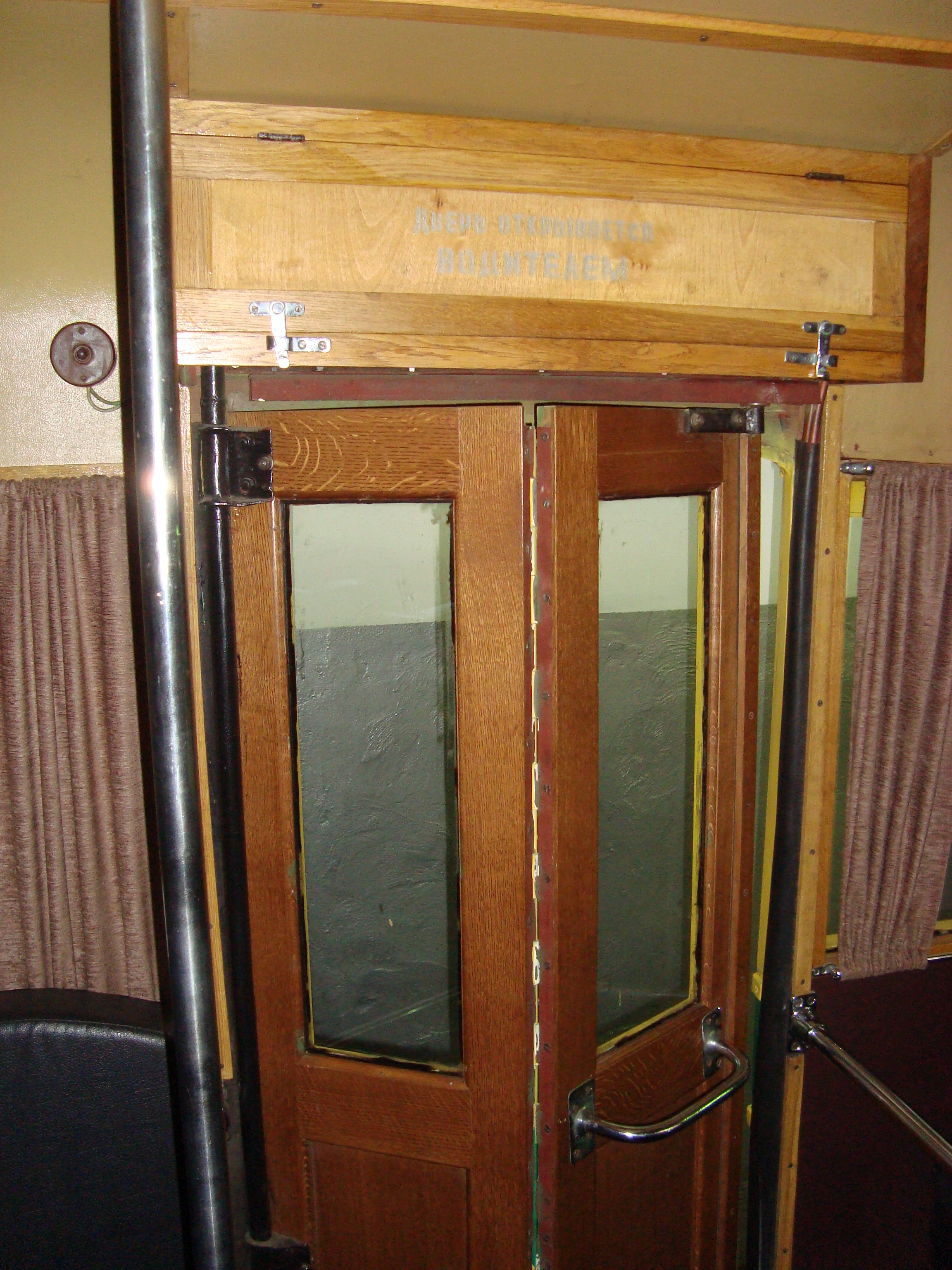
Zadní dveře při pohledu zevnitř

Trolejbus JaTB-1 je vozidlo rámové konstrukce. Všechny uzly a agregáty se montují na rám, který je základem trolejbusového podvozku. JaTB-1 měl masivní nýtovaný rám z úhelníků s lisovanými příčkami, na který se montovaly všechny celky trolejbusu: karoserie, trakční motor DTB-60, přední a zadní náprava, zavěšené na poloeliptických listových perech, kompresor. Trakční motor byl posunut výrazně doleva, pod levou řadu sedadel, proto byl rám nesymetrický. Mezi pravým a levým podélným nosníkem byl ještě třetí, centrální, procházející v podélné ose vozidla, pro zajištění dodatečného zpevnění.
Trolejbus měl dřevěnou (dub, jasan, buk) karoserii, krytou plechem podobně jako trolejbus LK-1, ale méně hranatých tvarů. Karoserie byla dost těžká (3 tuny). Významně snížená byla podlaha mezi sedadly, to umožnilo použít ve vstupu pouze jeden schůdek. Karoserie byla přišroubovaná k rámu trolejbusu, což umožňovalo její výměnu při poškození. Pro přístup k některým uzlům a agregátům byly v karoserii přístupové otvory. Do JaTB-1 byla instalována měkká sedadla (s pružinami). Karoserie JaTB-1 měla méně míst pro cestující než zastaralé LK-1 (33 sedících a 17 stojících cestujících oproti 55). Pracoviště řidiče nebylo v samostatné kabině, bylo odděleno jen závěsem. Nárazníky u JaTB byly zhotoveny z robustního ocelového výlisku. Mezi nárazníkem a karoserií byly dřevěné špalíky. Skoro celou přední stěnu karoserie zabírala dvoudílná dvířka, která se otevírala do stran.
Karoserie měla dvoje dveře: zcela vzadu a za přední nápravou. Dveře byly dřevěné a skládací. Šířka dveřního průchodu byla jen 75 cm. Zevnitř byly nad dveřmi umístěny mechanismy pneumatického ovládání. Boční okna salónu pro cestující bylo možné spouštět do štěrbiny v karosérii.

### Nápravy
JaTB byl dvounápravový trolejbus, hnací náprava byla zadní, přední náprava byla řiditelná. Kola, pneumatiky, náboje kol, přední náprava, řízení a mnoho dalších součástí a uzlů bylo převzato ze sériového jaroslavského nákladního automobilu JaG-4. Obě nápravy byly zavěšeny v rámu na půleliptických listových perech. Zadní náprava byla uchycena k rámu podélnými táhly. Na předních koncích pružin nebyly obvyklé držáky se zarážkami a pružiny (pera) nebyly vpředu nijak spojeny s rámem. Když bylo cestujících hodně a trolejbus byl přetížen, podélné nosníky rámu dosedly na konce per. V systému odpružení nebyly použity tlumiče. Pneumatiky většího průměru také přispěly k provozní spolehlivosti.
Řízení nebylo vybaveno posilovačem a vyžadovalo od řidiče velkou fyzickou námahu, přesto bylo lehčí než u LK-1. Hřídel hlavní převodovky byla uložena 250 mm nalevo od podélné osy vozidla, takže poloosy zadní nápravy byly nestejné délky. Byla použita šneková hlavní převodovka, takže jízda byla plynulá a bezhlučná.

### Pneumatická soustava
Trolejbus JaTB-1 byl vybaven rozsáhlou pneumatickou soustavou pro zajištění funkce mnoha uzlů a agregátů. Počítalo se s pneumatickými brzdami, ovládáním dveří, stěrači a zařízením pro dofukování pneumatik. Stlačený vzduch dodával tříválcový kompresor, poháněný samostatným elektromotorem.

### Elektrická výzbroj
Elektrická výzbroj trolejbusu JaTB-1 byla napájena z klasické dvouvodičové trolejové sítě s napětím 550 V prostřednictvím tyčových sběračů. Elektrická výzbroj se skládala z:
- trakčního elektromotoru DTB-60,
- spouštěcích a brzdových odporníků,
- stykačů skupinového kontroléru,
- ovládacího kontroléru,
- kompresorového soustrojí pro tlakování pneumatického systému,
- obvodů vnějšího osvětlení, světelné a zvukové signalizace,
- obvodů vnitřního osvětlení salónu pro cestující a pracoviště řidiče,
- obvodů vyhřívání salónu pro cestující.

Zapojení obvodů elektrické výzbroje bylo odzkoušeno na trolejbuse LK-1 výrobního čísla 56.
Hlavními uzly elektrické výzbroje JaTB-1 jsou trakční elektromotor DTB-60 o výkonu 60 kW a jeho systém ovládání. Motor DTB-60 je uložen v levé části rámu a konstrukčně jde o kompaundní motor. Hmotnost motoru byla 590 kg. Na střeše trolejbusu jsou na porcelánových izolátorech uloženy tyčové sběrače délky 5,9 m s kladkou. Za nimi jsou v samostatné skříni brzdové a rozjezdové odporníky.
Rozjezd trolejbusu ovládal řidič nepřímým neautomatickým reléově stykačovým systémem ovládání. Nožním pedálem řidič přepínal nízkonapěťové signály, které ovládaly vysokonapěťové stykače. Celý systém byl uložen za levými dvířky „kredence“, jak nazývali místo v přední části trolejbusu, kde bylo umístěno veškeré vysokonapěťové vybavení a které bylo skryto za dvojdílnými dvířky s ventilačními otvory. Za levými dvířky kapoty byl kontrolér, sestavený z 11 kladek s vačkami. Za pravými dvířky byly dva stykačové rámy s relé a stykači pro regulaci proudu v obvodech trakčního motoru. Akumulátory a regulační relé byly na podvozku, pod karosérií. Vytápění v zimě zajišťovalo šest elektrických ohřívačů, umístěných v salónu vozidla a elektrické ohřívače čelních skel.

### Brzdová soustava
Na JaTB-1 konstruktéři použili pokrokovou brzdovou soustavu, v konečné verzi pracující na čtyřech úrovních. Na první úrovni působila elektrodynamická brzda, kdy trakční motor pracoval v generátorickém režimu. Při brzdění z vyšších rychlostí se využívala rekuperace, kdy se vyrobená elektrická energie vracela do napájecí sítě. Jakmile napětí generované motorem kleslo pod úroveň napětí v síti, byla vyrobená energie přesměrována do brzdových odporů na střeše. Tento brzdový systém umožňoval zpomalit trolejbus z libovolné počáteční rychlosti. Ve srovnání s tím trolejbusy LK-1 s obdobnou brzdovou soustavou musely používat mechanické brzdy už od rychlosti 20 km/h. Pro úplné zastavení vozidla se používaly mechanické, pneumaticky ovládané brzdy na všechna kola. Tyto brzdy ale měly u trolejbusu jen pomocnou funkci. Stojící vozidlo bylo nutné ještě zajistit ruční mechanickou brzdou na všechna kola.

### Zhodnocení projektu
V trolejbuse JaTB-1 bylo ve srovnání s LK-1 zavedena řada novinek: pneumatické ovládání brzd, dveří, stěračů, dvoudílné skládací dveře. V té době tato konstrukční řešení ještě nebyla u autobusů a tramvají používána. Pro snížení těžiště vozidla podlahu v průchodu mezi sedadly maximálně snížili, trakční motor umístili pod levou řadu sedaček, zadní náprava byla vybavena šnekovým převodem. Díky tomu cestující do salónu vozidla nevystupovali po třech schůdcích vzhůru, jako v LK-1. Také hluk uvnitř vozidla byl snesitelnější díky tiššímu šnekovému převodu. Sedačka řidiče byla výškově nastavitelná.
Významným nedostatkem trolejbusu JaTB-1 byla těžká dřevěná karoserie. První vozy byly těžší, než předchůdce LK-1. Hmotnost vozu bez cestujících byla 9 500 kg, ale už desátý exemplář zhubnul na 8 900 kg. Slabými místy JaTB-1 byla převodovka, kardanová hřídel, šnekový převod a poloosy. Už po krátké době služby byly nefunkční. To zhoršovalo uživatelské parametry trolejbusy kvůli častějším prostojům na linkách a návratům nepojízdných trolejbusů do vozovny. Při přetržení kardanové hřídele nebylo možné brzdit elektricky. Stávaly se případy, kdy otáčející se kryt kardanové hřídele poškodil i vzduchové potrubí brzd a trolejbus se stal neovladatelným. Analýza havárií ukázala, že přetržení kardanové hřídele a souvisejících komponent nejčastěji nastalo při použití centrální brzdy.
V začátcích provozu se stalo 113 havárií převodů zadní nápravy. Příčinou byla nekvalitně vyrobená válečková ložiska a součásti šnekového převodu z podniku ZIS. Následně byla v Jaroslavli ustavena komise Hlavní správy autotraktorového průmyslu. Výsledkem práce této komise byl závěr, že výroba šnekových převodovek v takovém stavu je nepřípustná. Pro zavádění praktických opatření při montáži šnekových převodovek se trolejbusy mezi 1. a 25. únorem 1937 nevyráběly. Zvětšovalo se zpoždění oproti harmonogramu výroby trolejbusů. Naneštěstí nedokončené dřevěné karoserie, odstavené na volném prostranství, do jara částečně shnily a mnoho součástí bylo zničeno.
Vysokonapěťová část elektrické výzbroje trolejbusu JaTB-1, umístěná v přední části karoserie, byla jen špatně chráněna před pronikáním vlhkosti. Stejně jako u trolejbusů LK-1 voda, která pronikla do elektrické výzbroje, poškozovala izolaci, způsobovala unikající proudy, nefunkčnost výzbroje a požáry od zkratů. Vlhkost se dostávala i do nízkonapěťové části výzbroje (akumulátory a regulační relé), uložené na spodku karoserie a tím způsobovala dodatečné prostoje trolejbusů. Umístění vysokonapěťových zařízení v přední části karoserie ztěžovalo opravy. Nedokonalá konstrukce stahování oken bránila cestujícím podle potřeby otevírat okna a proto v horkých dnech byl uvnitř vozidla nedýchatelný vzduch. Primitivní ventilační systém situaci spíše zhoršoval.
Pneumatický systém JaTB-1 měl závažný nedostatek – vzduchovody zamrzaly, to způsobovalo poruchy kompresoru a brzdové soustavy.
Mnoho potíží způsobovaly sběrače proudu, dokonce i při nízkých rychlostech (trolejbusy JaTB stejně nedokázaly jet rychleji než 40 km/h) se kladky otáčely vysokými otáčkami – několik tisíc otáček za minutu. Proto se rychle opotřebovávaly a lámaly. Životnost jedné kladky byla přibližně 8 až 10 dní. Výměna kladky byla složitá. Potíže trvaly, dokud v roce 1938 nebyly zkonstruovány sběrací hlavice s grafitovými kluznými botkami, které vydržely mnohem déle. Principem této konstrukce je záměna původní otočné kladky za hlavici s grafitovým vyložením. Takové hlavice nejen dobře klouzaly po trolejovém drátě, ale navíc mazaly na drátě nerovnosti. Tato koncepce se používá dodnes.

## Kde lze trolejbus vidět
Do nedávna se předpokládalo, že se žádný trolejbus JaTB nedochoval. Po vyřazení některé trolejbusy zůstávaly ve vozovnách a používaly se jako kůlny nebo chatky. V sedmdesátých letech 20. století ještě několik JaTB změněných na chatky stálo v petrohradském trolejbusovém depu č. 1, jeden z nich dokonce opravili pro filmaře. Trolejbus účinkoval ve filmech jako: Zrozena revolucí, Zápisky mrtvého člověka, Blokáda. Poslední film se stal pro trolejbus osudovým, při natáčení filmu o těžkých dnech Leningradské blokády trolejbus podle režijního záměru spálili. Tak byl zničen poslední exemplář JaTB-1. Ale stal se skutečný zázrak. Koncem devadesátých let 20. století v zahradnictví ve vsi Gorikovskoje v Petrohradské oblasti byla nalezena karoserie s rámem, stojící v chatové oblasti jako kůlna. Podle rámu se třemi podélnými nosníky poznali restaurátoři, že jde právě o JaTB-1. Na rámu bylo vyraženo „1936“. Poslední léta před vyřazením a umístěním v chatové oblasti sloužil tento trolejbus jako učební v některé leningradské trolejbusové vozovně, protože v kabině se našly zbytky mechanismu zdvojeného ovládání. Díky úsilí petrohradských nadšenců byl vrak trolejbusu převezen do Petrohradu a během několika let zrestaurován. Nyní se nachází v petrohradském muzeu elektrické dopravy. Přitom to není pouze karoserie na kolech, ale plně provozuschopné vozidlo. Využívá se pro vyhlídkové jízdy a příležitostné filmování.